# Mistrovství Československa v orientačním běhu 1982
Mistrovství Československé socialistické republiky v orientačním běhu proběhlo v roce 1982 ve třech individuálních a jedné týmové disciplíně.

## Mistrovství ČSSR na dlouhé trati
| Datum závodu   | 2. 5. 1982         |  | Místo konání    | Hradec nad Moravicí |  | Pořadatel       | TJ Ostroj Opava |
| Ředitel závodu | Slavoj Tomeček     |  | Hlavní rozhodčí | Vlastimil Jenč      |  | Stavitelé tratí | Rudolf Bartošek |
| Název mapy     | Údolí černého čápa |  | Web závodu      |                     |  | Výsledky závodu |                 |

| Zkrácené výsledky             | Zkrácené výsledky       | Zkrácené výsledky        | Zkrácené výsledky       | Zkrácené výsledky       | Zkrácené výsledky | Zkrácené výsledky       | Zkrácené výsledky          | Zkrácené výsledky       | Zkrácené výsledky       |
| Pořadí                        | H21 – muži              | H21 – muži               | H21 – muži              | H21 – muži              | Pořadí            | D21 – ženy              | D21 – ženy                 | D21 – ženy              | D21 – ženy              |
| ----------------------------- | ----------------------- | ------------------------ | ----------------------- | ----------------------- | ----------------- | ----------------------- | -------------------------- | ----------------------- | ----------------------- |
| Zlatá medaile                 | Jaroslav Kačmarčík      | TJ TŽ Třinec             | 2:14:10                 |                         | Zlatá medaile     | Ada Kuchařová           | KOS TJ Tesla Brno          | 1:39:05                 |                         |
| Stříbrná medaile              | Zdeněk Zuzánek          | USK Praha                | 2:16:10                 | +2:00                   | Stříbrná medaile  | Kateřina Keclíková      | USK Praha                  | 1:39:21                 | +0:16                   |
| Bronzová medaile              | Jaromír Šrámek          | Slavie VŠCHT Pardubice   | 2:18:08                 | +3:58                   | Bronzová medaile  | Eva Bártová             | OOB Vamberk                | 1:40:50                 | +1:45                   |
| 4                             | Jozef Pollák            | VŠK Košice               | 2:18:11                 | +4:01                   | 4                 | Jana Hlaváčová          | VSK Mendelu Brno           | 1:45:17                 | +6:12                   |
| 5                             | Vlastimil Uchytil       | OOB TJ Zlaté Hory        | 2:19:54                 | +5:44                   | 5                 | Iva Kusynová            | Slavie VŠCHT Pardubice     | 1:46:12                 | +7:07                   |
| 6                             | Robert Zdráhal          | VSK VŠB TU Ostrava       | 2:20:26                 | +6:16                   | 6                 | Blanka Uhrová           | USK Praha                  | 1:46:15                 | +7:10                   |
| 7                             | Radek Novotný           | VSK Mendelu Brno         | 2:21:02                 | +6:52                   | 7                 | Věra Volfová            | VSK Mendelu Brno           | 1:48:54                 | +9:49                   |
| 8                             | Jaroslav Hořínek        | USK Praha                | 2:21:07                 | +6:57                   | 8                 | Jana Fialová            | TJ Gottwaldov              | 1:50:29                 | +11:24                  |
| 9                             | Rudolf Nečas            | VSK Mendelu Brno         | 2:24:25                 | +10:15                  | 9                 | Olga Kopová             | Slovensko                  | 1:54:53                 | +15:48                  |
| 10                            | Karol Hierweg           | Slovensko                | 2:24:48                 | +10:38                  | 10                | Zuzana Juliusová        | KBP Praha (Spartak Kbely)  | 2:02:10                 | +23:05                  |
| Pořadí                        | H19 – junioři           | H19 – junioři            | H19 – junioři           | H19 – junioři           | Pořadí            | D19 – juniorky          | D19 – juniorky             | D19 – juniorky          | D19 – juniorky          |
| Zlatá medaile                 | Karel Hovořák           | VSK Mendelu Brno         | 2:01:03                 |                         | Zlatá medaile     | Jana Semeráková         | Slavie VŠCHT Pardubice     | 1:47:08                 |                         |
| Stříbrná medaile              | Jaromír Tišer           | TJ Jičín                 | 2:04:24                 | +3:21                   | Stříbrná medaile  | Pavlína Bacílková       | TJ Jičín                   | 1:51:45                 | +4:37                   |
| Bronzová medaile              | Jaroslav Hubáček        | OOB TJ Slovan Luhačovice | 2:07:31                 | +6:28                   | Bronzová medaile  | Iva Slaninová           | Rudá hvězda Hradec Králové | 1:52:44                 | +5:36                   |
| Pořadí                        | H17 – starší dorostenci | H17 – starší dorostenci  | H17 – starší dorostenci | H17 – starší dorostenci | Pořadí            | D17 – starší dorostenky | D17 – starší dorostenky    | D17 – starší dorostenky | D17 – starší dorostenky |
| Zlatá medaile                 | Aleš Macháček           | Tempo Praha              | 1:48:44                 |                         | Zlatá medaile     | Ivana Svobodová         | Rudá hvězda Hradec Králové | 1:32:26                 |                         |
| Stříbrná medaile              | Petr Vavrys             | OOB TJ Slovan Luhačovice | 1:48:54                 | +0:10                   | Stříbrná medaile  | Eva Bartošáková         | OOB TJ Slovan Luhačovice   | 1:35:38                 | +3:12                   |
| Bronzová medaile              | Tomáš Lejsek            | Tempo Praha              | 1:51:26                 | +2:42                   | Bronzová medaile  | Jitka Janásová          | KOB Směr Kroměříž          | 1:41:05                 | +8:39                   |
| << předchozí • následující >> |                         |                          |                         |                         |                   |                         |                            |                         |                         |

Souhrnné informace naleznete v článku Mistrovství Československa na dlouhé trati.

## Mistrovství ČSSR v nočním orientačním běhu
| Datum závodu   | 22. 5. 1982     |  | Místo konání    | Košice     |  | Pořadatel       | TJ Slávia VŠT Košice                     |
| Ředitel závodu | Ladislav Oľhava |  | Hlavní rozhodčí | Igor Roháč |  | Stavitelé tratí | Ladislav Oľhava, Juraj Hudák, Juraj Toth |
| Název mapy     | Zelená          |  | Web závodu      |            |  | Výsledky závodu |                                          |

| Zkrácené výsledky             | Zkrácené výsledky       | Zkrácené výsledky                 | Zkrácené výsledky       | Zkrácené výsledky       | Zkrácené výsledky | Zkrácené výsledky       | Zkrácené výsledky               | Zkrácené výsledky       | Zkrácené výsledky       |
| Pořadí                        | H21 – muži              | H21 – muži                        | H21 – muži              | H21 – muži              | Pořadí            | D21 – ženy              | D21 – ženy                      | D21 – ženy              | D21 – ženy              |
| ----------------------------- | ----------------------- | --------------------------------- | ----------------------- | ----------------------- | ----------------- | ----------------------- | ------------------------------- | ----------------------- | ----------------------- |
| Zlatá medaile                 | Petr Henych             | VSK ČVUT Fakulta Stavební Praha   | 1:10:03                 |                         | Zlatá medaile     | Ivana Kočíková          | VSK ČVUT Fakulta Stavební Praha | 55:54                   |                         |
| Stříbrná medaile              | Rudolf Nečas            | VSK Mendelu Brno                  | 1:18:00                 | +7:57                   | Stříbrná medaile  | Jana Fialová            | TJ Gottwaldov                   | 59:57                   | +4:03                   |
| Bronzová medaile              | Jozef Pollák            | VŠK Košice                        | 1:19:02                 | +8:59                   | Bronzová medaile  | Zdena Strnadlová        | KOB Směr Kroměříž               | 1:04:59                 | +9:05                   |
| 4                             | Luděk Pavelek           | VSK Mendelu Brno                  | 1:20:04                 | +10:01                  | 4                 | Anna Stackeová          | TJ Gottwaldov                   | 1:08:29                 | +12:35                  |
| 5                             | Jaroslav Strachota      | Slávia Žilinská univerzita Žilina | 1:24:44                 | +14:41                  | 5                 | Iva Kratochvílová       | VSK Mendelu Brno                | 1:12:54                 | +17:00                  |
| 6                             | Ladislav Lužný          | SKOB Horní Benešov                | 1:26:19                 | +16:16                  | 6                 | Libuše Becková          | VŠTJ Ekonom Praha               | 1:25:02                 | +29:08                  |
| 7                             | Martin Škorpil          | KBP Praha (Spartak Kbely)         | 1:29:10                 | +19:07                  | 7                 | Veronika Bednárová      | VŠLD Zvolen                     | 2:17:10                 | +81:16                  |
| 8                             | Mikuláš Novota          | VŠK Košice                        | 1:33:18                 | +23:15                  |                   |                         |                                 |                         |                         |
| 9                             | Karel Kršák             | VSK Mendelu Brno                  | 1:34:18                 | +24:15                  |                   |                         |                                 |                         |                         |
| 10                            | Stanislav Kynčl         | Slavie VŠCHT Pardubice            | 1:41:00                 | +30:57                  |                   |                         |                                 |                         |                         |
| Pořadí                        | H19 – junioři           | H19 – junioři                     | H19 – junioři           | H19 – junioři           | Pořadí            | D19 – juniorky          | D19 – juniorky                  | D19 – juniorky          | D19 – juniorky          |
| Zlatá medaile                 | Milan Havlík            | SJH Jindřichův Hradec             | 1:21:15                 |                         | Zlatá medaile     | Yvona Finsterlová       | TJ Opava                        | 55:57                   |                         |
| Stříbrná medaile              | Libor Slezák            | VSK Mendelu Brno                  | 1:22:03                 | +0:48                   | Stříbrná medaile  | Iveta Zaťková           | VŠK Košice                      | 1:07:00                 | +11:03                  |
| Bronzová medaile              | Jaroslav Krejčí         | OK Jiskra Nový Bor                | 1:25:45                 | +4:30                   | Bronzová medaile  | Elena Belicová          | VŠK Košice                      | 1:19:00                 | +23:03                  |
| Pořadí                        | H17 – starší dorostenci | H17 – starší dorostenci           | H17 – starší dorostenci | H17 – starší dorostenci | Pořadí            | D17 – starší dorostenky | D17 – starší dorostenky         | D17 – starší dorostenky | D17 – starší dorostenky |
| Zlatá medaile                 | Petr Vavrys             | OOB TJ Slovan Luhačovice          | 1:05:42                 |                         | Zlatá medaile     | Helena Čermáková        | KOB Směr Kroměříž               | 53:05                   |                         |
| Stříbrná medaile              | Karel Vrubel            | TJ Sokol JZD Slušovice            | 1:15:27                 | +9:45                   | Stříbrná medaile  | Dagmar Coufalíková      | OOB TJ Slovan Luhačovice        | 1:00:19                 | +7:14                   |
| Bronzová medaile              | Petr Sová               | OK Lokomotiva Plzeň               | 1:23:25                 | +17:43                  | Bronzová medaile  | Jitka Janásová          | KOB Směr Kroměříž               | 1:02:45                 | +9:40                   |
| Pořadí                        | H15 – mladší dorostenci | H15 – mladší dorostenci           | H15 – mladší dorostenci | H15 – mladší dorostenci | Pořadí            | D15 – mladší dorostenky | D15 – mladší dorostenky         | D15 – mladší dorostenky | D15 – mladší dorostenky |
| Zlatá medaile                 | Petr Višňa              | TJ Gottwaldov                     | 45:00                   |                         | Zlatá medaile     | Petra Wágnerová         | TJ Opava                        | 46:00                   |                         |
| Stříbrná medaile              | Vladimír Kopal          | OOB TJ Tatran Jablonec n. N.      | 47:10                   | +2:10                   | Stříbrná medaile  | Helena Dolečková        | TJ Lokomotiva Praha             | 50:30                   | +4:30                   |
| Bronzová medaile              | Karel Machovský         | TJ Gottwaldov                     | 51:55                   | +6:55                   | Bronzová medaile  | Alena Mikešová          | OK Jiskra Nový Bor              | 52:00                   | +6:00                   |
| << předchozí • následující >> |                         |                                   |                         |                         |                   |                         |                                 |                         |                         |

Souhrnné informace naleznete v článku Mistrovství Československa v nočním orientačním běhu.

## Mistrovství ČSSR jednotlivců (klasická trať)
| Datum závodu   | 9. 10. 1982     |  | Místo konání    | Dubenec        |  | Pořadatel       | VSK ČVUT Fakulta Stavební Praha |
| Ředitel závodu | Vladimír Machač |  | Hlavní rozhodčí | Karel Vodrážka |  | Stavitelé tratí | Jiří Cabrnoch                   |
| Název mapy     | Houpačka        |  | Web závodu      |                |  | Výsledky závodu |                                 |

| Zkrácené výsledky             | Zkrácené výsledky       | Zkrácené výsledky               | Zkrácené výsledky       | Zkrácené výsledky       | Zkrácené výsledky | Zkrácené výsledky       | Zkrácené výsledky              | Zkrácené výsledky       | Zkrácené výsledky       |
| Pořadí                        | H21 – muži              | H21 – muži                      | H21 – muži              | H21 – muži              | Pořadí            | D21 – ženy              | D21 – ženy                     | D21 – ženy              | D21 – ženy              |
| ----------------------------- | ----------------------- | ------------------------------- | ----------------------- | ----------------------- | ----------------- | ----------------------- | ------------------------------ | ----------------------- | ----------------------- |
| Zlatá medaile                 | Zdeněk Zuzánek          | USK Praha                       | 1:17:29                 |                         | Zlatá medaile     | Ada Kuchařová           | KOS TJ Tesla Brno              | 52:12                   |                         |
| Stříbrná medaile              | Jaroslav Kačmarčík      | TJ TŽ Třinec                    | 1:19:47                 | +2:18                   | Stříbrná medaile  | Jana Hlaváčová          | VSK Mendelu Brno               | 56:04                   | +3:52                   |
| Bronzová medaile              | Radek Novotný           | VSK Mendelu Brno                | 1:20:23                 | +2:54                   | Bronzová medaile  | Dobra Janotová          | KOS TJ Tesla Brno              | 56:16                   | +4:04                   |
| 4                             | Pavel Ditrych           | USK Praha                       | 1:21:00                 | +3:31                   | 4                 | Věra Volfová            | VSK Mendelu Brno               | 57:09                   | +4:57                   |
| 5                             | Vlastimil Uchytil       | OOB TJ Zlaté Hory               | 1:22:01                 | +4:32                   | 5                 | Kateřina Keclíková      | USK Praha                      | 59:03                   | +6:51                   |
| 6                             | Jozef Pollák            | VŠK Košice                      | 1:22:07                 | +4:38                   | 6                 | Iva Kusynová            | Slavie VŠCHT Pardubice         | 1:00:40                 | +8:28                   |
| 7                             | Petr Henych             | VSK ČVUT Fakulta Stavební Praha | 1:23:01                 | +5:32                   | 7                 | Anna Gavendová          | TJ TŽ Třinec                   | 1:06:24                 | +14:12                  |
| 8                             | Vlastimil Šebesta       | VSK Mendelu Brno                | 1:25:26                 | +7:57                   | 8                 | Jiřina Macounová        | USK Praha                      | 1:08:17                 | +16:05                  |
| 9                             | Karol Hierweg           | TJ Slávia Farmaceut Bratislava  | 1:25:40                 | +8:11                   | 9                 | Eva Bártová             | OOB Vamberk                    | 1:08:50                 | +16:38                  |
| 10                            | Luděk Pavelek           | VSK Mendelu Brno                | 1:25:42                 | +8:13                   | 10                | Olga Kopová             | TJ Slávia Farmaceut Bratislava | 1:08:59                 | +16:47                  |
| Pořadí                        | H19 – junioři           | H19 – junioři                   | H19 – junioři           | H19 – junioři           | Pořadí            | D19 – juniorky          | D19 – juniorky                 | D19 – juniorky          | D19 – juniorky          |
| Zlatá medaile                 | Jaromír Tišer           | TJ Jičín                        | 1:12:33                 |                         | Zlatá medaile     | Helena Matoušová        | TJ Jičín                       | 1:05:10                 |                         |
| Stříbrná medaile              | Karel Němeček           | USK Praha                       | 1:12:52                 | +0:19                   | Stříbrná medaile  | Jana Semeráková         | Slavie VŠCHT Pardubice         | 1:08:09                 | +2:59                   |
| Bronzová medaile              | Jiří Schindler          | VSK Chemie Praha                | 1:15:51                 | +3:18                   | Bronzová medaile  | Ivana Pešková           | Slavia Liberec orienteering    | 00:00                   | +-66:50                 |
| Pořadí                        | H17 – starší dorostenci | H17 – starší dorostenci         | H17 – starší dorostenci | H17 – starší dorostenci | Pořadí            | D17 – starší dorostenky | D17 – starší dorostenky        | D17 – starší dorostenky | D17 – starší dorostenky |
| Zlatá medaile                 | Aleš Macháček           | Tempo Praha                     | 1:00:15                 |                         | Zlatá medaile     | Zuzana Juliusová        | KBP Praha                      | 44:55                   |                         |
| Stříbrná medaile              | Juraj Petrinec          | TJ Rapid Bratislava             | 1:06:57                 | +6:42                   | Stříbrná medaile  | Dagmar Coufalíková      | OOB TJ Slovan Luhačovice       | 45:57                   | +1:02                   |
| Bronzová medaile              | Petr Kozák              | Tempo Praha                     | 1:07:57                 | +7:42                   | Bronzová medaile  | Marcela Belková         | TJ TŽ Třinec                   | 51:00                   | +6:05                   |
| Pořadí                        | H15 – mladší dorostenci | H15 – mladší dorostenci         | H15 – mladší dorostenci | H15 – mladší dorostenci | Pořadí            | D15 – mladší dorostenky | D15 – mladší dorostenky        | D15 – mladší dorostenky | D15 – mladší dorostenky |
| Zlatá medaile                 | Petr Valášek            | OK Sparta Praha                 | 50:38                   |                         | Zlatá medaile     | Petra Wágnerová         | TJ Opava                       | 37:27                   |                         |
| Stříbrná medaile              | Vladimír Zicha          | TJ Jičín                        | 50:49                   | +0:11                   | Stříbrná medaile  | Dana Faitová            | TJ Gottwaldov                  | 38:03                   | +0:36                   |
| Bronzová medaile              | Jan Kamenický           | Rudá hvězda Hradec Králové      | 52:24                   | +1:46                   | Bronzová medaile  | Pavlína Daumová         | OK Jiskra Nový Bor             | 39:32                   | +2:05                   |
| << předchozí • následující >> |                         |                                 |                         |                         |                   |                         |                                |                         |                         |

Souhrnné informace naleznete v článku Mistrovství Československa v orientačním běhu na klasické trati.

## Mistrovství ČSSR štafet
| Datum závodu   | 10. 10. 1982    |  | Místo konání    | Višňová        |  | Pořadatel       | VSK ČVUT Fakulta Stavební Praha |
| Ředitel závodu | Vladimír Machač |  | Hlavní rozhodčí | Karel Vodrážka |  | Stavitelé tratí | Jiří Šumbera                    |
| Název mapy     | Kolotoč         |  | Web závodu      |                |  | Výsledky závodu |                                 |

Souhrnné informace naleznete v článku Mistrovství Československa v orientačním běhu štafet.